# Mariana Derderián
Mariana Sirvat Derderián Espinoza (Caracas, 15 gennaio 1980) è un'attrice cilena nota per il suo ruolo di protagonista in Floribella, versione cilena della serie tv argentina Flor - Speciale come te.

## Biografia
Mariana Derderián è nata a Caracas da genitori cileni. Si è trasferita in Cile insieme a sua sorella maggiore nei primi anni del 1990, ha studiato alla scuola San Pedro Nolasco a Las Condes ed è stata poi accettata all'Universidad Mayor nella facoltà di ingegneria aziendale. Durante il terzo anno di studio, Mariana ha scoperto che la sua vocazione professionale era il teatro e ha deciso di prendere parte ad un seminario serale, prima nei comuni di Vitacura e Las Condes poi presso l'Accademia di Fernando González.
Alla fine del 2004 Derderián e un compagno di classe hanno partecipato ad un'audizione al canale 13, dove è stata selezionata per partecipare alla serie tv Brujas nel quale ha interpretato Macarena Altamirano, una ragazza immatura, emotiva, ostinata, felice, innocente e buona amica che si innamora di Byron interpretato da Héctor Morales.
Mariana uscita dall'Università e ha iniziato con le registrazioni unite con l'elaborazione della tesi. Dopo Brujas ha partecipato alla serie tv Gatas & Tuercas, dove ha avuto un ruolo secondario come Carolina "Caco" Ulloa. Una volta terminata la tesi ha ricevuto il titolo professionale.

## Filmografia

### Film
- Malta con huevo (2007)

### Serie TV
- Brujas (2005)
- Gatas y Tuercas (2005)
- Floribella (2006)
- Amor por accidente (2007)
- Decibel 110 (2011-2012)

### Miniserie
- El Día Menos Pensado (El cuadro) (2007)